# Je veux tes yeux
Singles de Angèle
La Loi de Murphy
(2017) La Thune
(2018)
Je veux tes yeux est une chanson de la chanteuse belge Angèle, sortie le 31 janvier 2018. C'est le deuxième single de son premier album Brol.

## Thème des paroles
La chanson a pour thème l'amour, vécu à travers les réseaux sociaux.

## Clip
Le clip a été réalisé par la photographe et réalisatrice belge Charlotte Abramow.

## Classements et certifications
| Classement (2018-2019)                  | Meilleure position |
| --------------------------------------- | ------------------ |
| Belgique (Flandre Ultratop 50 Singles)  | 25                 |
| Belgique (Flandre Ultratop 50 Airplay)  | 13                 |
| Belgique (Wallonie Ultratop 50 Singles) | 16                 |
| Belgique (Wallonie Ultratop 50 Airplay) | 10                 |
| France (SNEP)                           | 60                 |
| France (SNEP Streaming)                 | 57                 |
| France (SNEP Téléchargement)            | 103                |

| Classement (2018)            | Meilleure position |
| ---------------------------- | ------------------ |
| Belgique (Wallonie Ultratop) | 54                 |

### Certification
| Pays           | Certification | Ventes/Streams |
| -------------- | ------------- | -------------- |
| Belgique (BEA) | Or            | 15 000         |
| France (SNEP)  | Or            | 15 000 000     |